# Glotocronologia
La glotocronologia és la tècnica que permet datar l'existència d'una llengua i ajudar el comparatisme per reconstruir la seva filiació. Es basa en la comparació de vocabulari bàsic, ja que el seu creador, Morris Swadesh, considerava que un 14% dels seus components canviaven cada 1.000 anys. La tècnica ha rebut nombroses crítiques perquè cada llengua té un patró diferent al de la resta i no totes les paraules de la llista Swadesh són igual d'estables o bàsiques, però tot i així s'ha usat per a establir grans períodes històrics en el canvi lèxic que es produeix en les llengües.
Les llengües indoeuropees presenten ancestres de 7.000 anys, les llengües dravídiques de 40 segles i les na-dené d'uns 50 segles. Per a les llengües d'Àfrica l'aplicació del mètode se'ns presenta disicultós a causa del desconeixement per part dels lingüístes de molts dels idiomes que es parlen al continent, però s'han arribat a estimar antiguitats superiors als 10.000 anys en llengües de la família nigerocongolesa, per exemple.